# Mir (meridianmärke)
För andra betydelser, se Mir (olika betydelser).

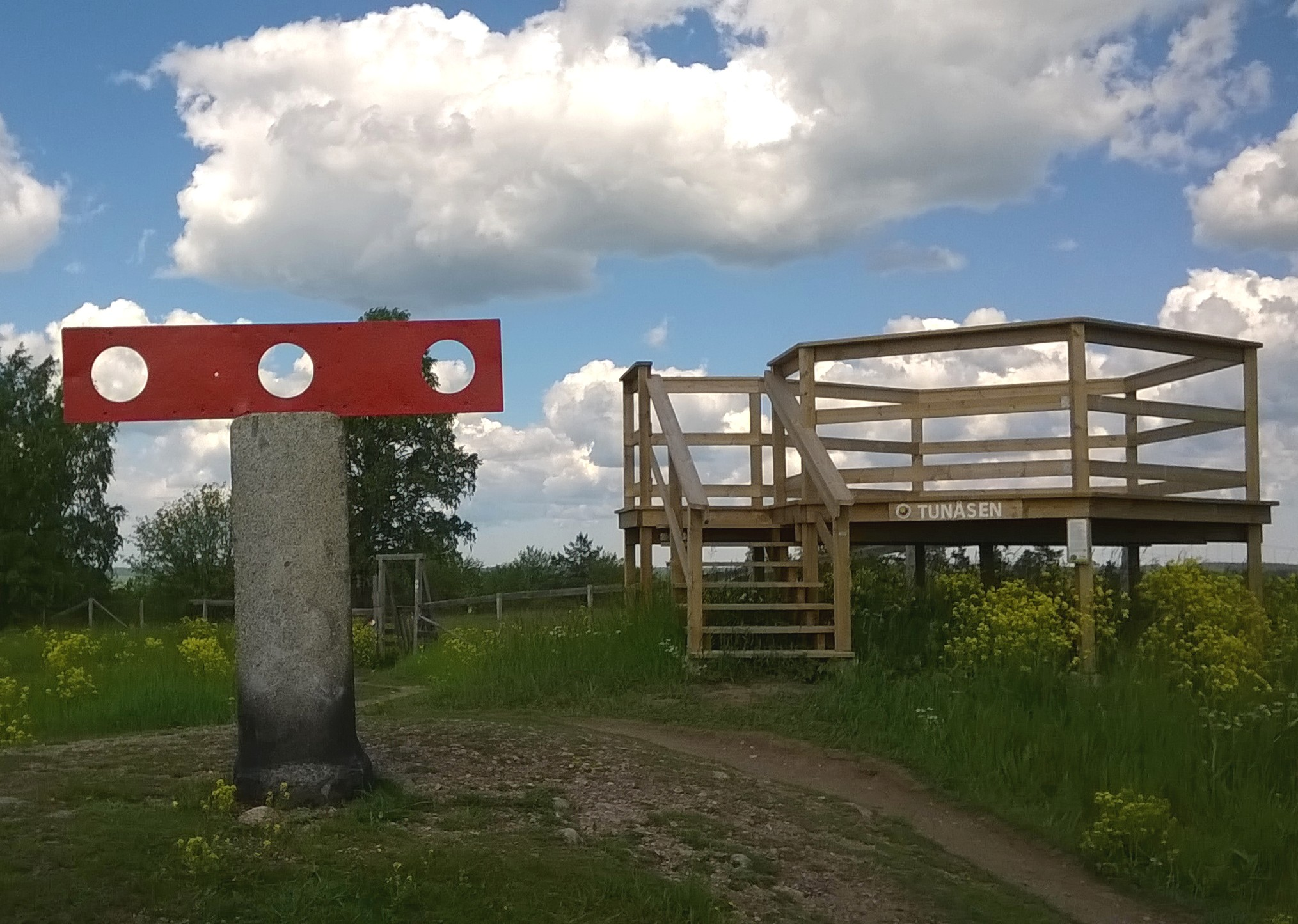
Uppsala astronomiska observatoriums mir (byggd c:a 1880) på Tunåsens högsta punkt nära Gamla Uppsala högar.

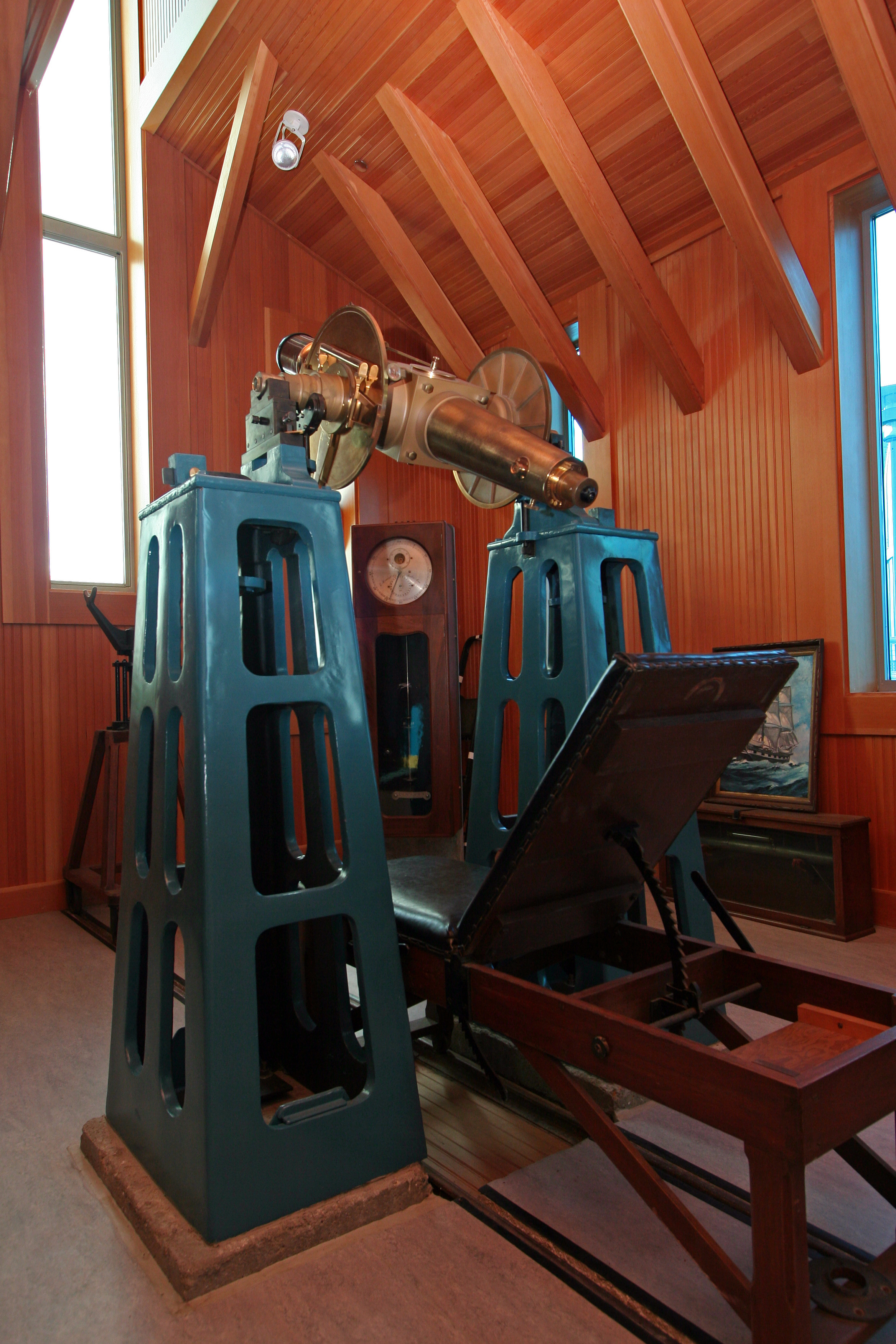
Meridiancirkel från 1885.

En mir (meridianmärke) (franska: mire, av det franska verbet mirer 'sikta'), är ett siktmärke i meridianen uppställt någon eller några kilometer norr eller söder om ett astronomiskt passageinstrument.

## Beskrivning
Miren består oftast av en tvärbom i metall med markeringar och är monterad på ett mycket stabilt fundament, ofta en stenpelare. Små variationer i tiden av passageinstrumentets uppställning kan följas genom noggranna observationer av en viss punkt på miren, och den används även för bestämning av kollimationsfelet hos instrumentet.
Ett passageinstrument är rörligt endast i vertikalplanet, och mäter noggrant positionen för astronomiska objekt på himmelssfären vid tidpunkten för deras passage genom den lokala meridianen (oftast mot söder – övre kulmination) för instrumentet. Passageinstrumenten användes före normaltidens och tidssignalens tillkomst även för att bestämma den lokala tiden.
En vanlig typ av passageinstrument är meridiancirkeln.